# 삼성전기
1973년에 창립된 삼성전기는 한국에서 뿐만 아니라 전세계적으로 핵심 전자부품을 개발·생산하는 기업으로 발전해 왔다. 삼성전기 (三星電機, Samsung Electro-Mechanics)의 '전기'는 한자로는 번개 전(電)과 기계 기(機)로 쓰이며, 영문으로는 Electro(전기)와 Mechanics(기계) 로 나타낸다.
창립 당시 Audio/Video부품 생산을 기반으로 대한민국 부품산업의 기술 자립 토대를 마련한 삼성전기는 1980년대에 소재 및 컴퓨터 부품으로 사업영역을 다각화하고 1990년대에는 칩부품, 이동통신부품, 광부품과 같은 차세대 유망 신제품 개발에 주력했다.
2000년대에 들어서는 소재, 다층박막성형, 고주파회로설계 핵심기술을 바탕으로 전략기술의 심화 발전과 사업의 시너지 창출을 도모하고 있으며, 이를 중심으로 칩부품, 카메라 모듈, 통신 모듈, 기판 등의 사업을 세계 일류로 집중 육성하고 있다.

## 회사 개요
1973년 삼성산요파츠로 설립되어, 이듬해 상호를 삼성전기파츠로 변경, 1977년 삼성전자부품으로, 1987년 삼성전기로 상호를 변경했다. 본사는 대한민국 수원에 있고, 세종, 부산에 추가 생산 공장이 있다. 해외에는 중국, 필리핀, 베트남 등에 생산법인이 있다.
2020년 매출액은 8조 2,087억 원이고, 영업이익은 8,291억 원의 실적을 기록했다.

## 제품 목록

### MLCC(Multi Layer Ceramic Capacitor, 적층 세라믹 축전기)보관됨2018-01-29 -웨이백 머신
MLCC(Multilayer Ceramic Capacitors)는 전기를 보관했다가 일정량씩 내보내는 '댐'의 역할을 한다. 회로에 전류가 일정하게 흐르도록 조절하고 부품 간 전자파 간섭현상을 막아준다. 쌀 한 톨 크기의 250분의 1, 0.3mm의 얇은 두께의 내부에 최대한 얇게 많은 층을 쌓아야 많은 전기를 축적할 수 있기 때문에 기술력이 중요한 분야이다.
5G 시대를 맞이해 전자기기, 자율주행차의 발전, 그리고 IoT의 확대에 따라 MLCC의 중요성이 더욱 커질 전망이다. 삼성전기는 600층까지 적층한 고용량 MLCC를 생산할 수 있는 높은 기술력을 보유하고 있다. 삼성전기는 시장 트렌드에 발맞춰 초소형, 초고용량 제품을 개발하고 있으며, 고신뢰성, 고품질의 하이테크놀로지 집약체 MLCC의 개발에 힘쓰고 있다.

### Power Inductor
전원 공급 장치 및 회로에 적용되는 인덕터로, Metal composite 또는 Ferrite 재료로 생산한다. 주로 특정 전압을 필요한 전압으로 변환하기 위한 회로에 사용되며, IC에 안정적인 전력을 공급하는 역할을 한다. 해당 인덕터는 전원회로에 사용되므로 전류 인가 시 인덕턴스를 유지하고, 저저항의 특성을 갖도록 제작된다.

### 카메라 모듈(Camera Module)
카메라모듈은 스마트폰과 같은 모바일 기기 및 자동차, 스마트가전 등에서 사진과 영상을 촬영하는 제품이다. 모든 응용 분야에서 고화질과 소형, 슬림화 및 저전력화, 고강성이 요구되어 높은 수준의 기술을 필요로 한다. 삼성전기는 렌즈, Actuator 및 PKG 기술의 내재화를 바탕으로 세계 최고 수준의 카메라모듈 설계 및 제조에 필요한 핵심기술을 모두 보유한 유일한 업체다.

### 반도체용 기판 (Package Substrate)
모바일과 PC의 핵심 반도체에 사용되는 Package 기판으로, 반도체와 메인보드 간 전기적 신호 전달 역할 및 고가의 반도체를 외부 스트레스로부터 보호해주는 역할을 한다. 일반 기판 보다 훨씬 더 미세한 회로가 형성되어 있는 고밀도 회로 기판으로, 고가의 반도체를 직접 메인 기판에 부착하게 될 때 발생하는 조립 불량과 비용을 줄일 수 있다.

## 연혁
- 1973년 3월: 삼성산요파츠로 설립, '삼성전기파츠'로 상호명 변경
- 1977년 5월: '삼성전자부품'으로 상호명 변경
- 1987년 2월: '삼성전기'로 상호명 변경
- 1990년 11월: '태국 법인' 설립
- 1994년 1월: '중국 천진 법인' 설립
- 1997년 7월: '필리핀 법인' 설립
- 2001년 5월: '중국 고신 법인' 설립
- 2007년 4월: 인텔사로부터 'PQS 어워드'를 수상, 11월: 제33회 국가품질경영대회 제안부문에서 '대통령상 우수상' 수상
- 2009년 4월: 삼성전자와 LED 합작법인인 삼성LED를 설립, 10월: '다우존스 지속가능성지수(DJSI)'에 편입
- 2009년 10월: '다우존스 지속가능성지수(DJSI)'에 편입
- 2010년:4월'세계 최소형 울트라 슬림 튜너' 개발[1]
- 2010년 7월: 중국 쿤산법인 준공
- 2011년 9월: 중국 텐진 빈해공장 준공
- 2011년 10월: 세계 최고성능 0603 2.2㎌ MLCC 개발[2]
- 2013년 7월: 베트남 생산거점 설립
- 2013년 10월: 세계 최고성능 카메라모듈 개발[3]
- 2014년 1월: 세계 최초 자기충전방식 무선충전 인증[4]
- 2014년 7월: 한국기업지배구조원 ESG평가 최우수기업 선정
- 2015년 11월: 대한민국 동반성장 기업대상 4회 연속 수상, 2년 연속 CDP 명예의 전당 편입
- 2016년 8월: 필리핀, 천진(빈해) 新공장 완공
- 2016년 9월: Dow Jones Sustainability Index World 8년연속 편입[5]
- 2017년 4월: 필리핀법인 新공장 준공
- 2017년 5월: 천진법인 新공장 준공
- 2018년 12월: 영업이익 1조클럽 달성
- 2019년 4월: 세계 최소형 5G 안테나 모듈 개발
- 2019년 5월: 초슬림 광학5배줌 카메라모듈 양산
- 2020년 7월: 자동차 파워트레인 및 ABS용 MLCC 5종 개발
- 2020년 9월: 세계 최소형 파워인덕터 개발
- 2024년 11월: 통신 모듈 사업 철수[6]

## 지배 구조
2022년 삼성전기 대표이사가 장덕현으로 선임되었다. 2021년 3월 기준 삼성전기의 이사회는 3명의 사내이사, 4명의 사외이사로 조직되었으며, 이사회 내에는 보상위원회, 경영위원회, 감사위원회, 사외이사후보추천위원회, 내부거래위원회 등 5개의 소위원회로 구성되어 있다. 현재 삼성전기 이사회 의장직에 사외이사가 선임되어 있다.
- 장덕현: 사내이사
- 김두영: 사내이사
- 김성진: 사내이사
- 김용균: 사외이사
- 김준경: 사외이사
- 여윤경: 사외이사
- 이윤정: 사외이사

2020년 한국기업지배구조원으로부터 ESG(환경,사회,지배구조) 등급평가에서 A를 획득하였다.

## 녹색경영

### 탄소경영
삼성전기는 사업전략과 연계하여 경영활동 전 과정에 탄소경영전략을 반영함으로써 기후변화로 인한 불확실성을 해소하고, 주주와 투자자의 가치를 제고하며, 고객사와의 신뢰관계를 강화하고 있다. 삼성전기는 매출액 대비 온실가스 배출량을 원단위 기준으로 2025년까지 2014년대비 7% 감축을 목표로 운영중에 있다. 관련하여 제품 생산과정에서 발생하는 모든 온실가스 배출원을 목록화하고 배출량을 산정하여 정보를 공개하며, WRI/WBCSD 가이드라인을 기반으로 사업장 내 직·간접 배출원의 관리뿐만 아니라 기업가치사슬 전반의 배출원(SCOPE 3)을 파악하고 배출량을 산정함으로써 온실가스 배출 저감활동 추진체계를 구축 할 계획이다.

### 에너지 경영
삼성전기는 저탄소 에너지경영체제 기반으로 에너지절감을 위한 전담조직을 구성하고, 매년 절감목표를 설정하여, 모든 임직원이 참여하는 에너지절감활동을 지속적으로 추진하고 있다.
경영진의 평가항목에 에너지 도전목표 달성률을 반영하여 상의하달식(Top-down) 체제의 에너지경영 활동을 실행하고 있고, 국제적으로 이슈가 되고 있는 신재생에너지 전환 추세에 발맞추어 전사업장의 조명 전체를 LED 조명으로 교체 개선하여 유지 중이고, 태양광발전시설(100kW)을 도입하여 매년 120MWh의 재생에너지를 확보하며 운영 중에 있고, 이를 국내,중국,동남아 전사업장으로 횡전개하여 2027년까지 6,239kWp 용량의 태양광발전시설을 추가로 투자, 설치하여 연간 7,135MWh의 재생에너지를 추가 확보하는 목표를 수립, 진행하는 프로그램을 운영하고 있다.
또한 제조설비 대상으로 에너지절감 사양심의를 통해 절감형 제조설비를 제작하고 있으며, 건물 신축 및 증축시에도 우선적으로 고효율 에너지 기자재 적용과 신재생 에너지 기술 도입을 매년 검토, 적용하고 있다.

## 사회공헌
삼성전기가 홍보하는 사회공헌 활동은 다음과 같다.
장애아동·청소년 오케스트라 운영, 전국장애학생음악콩쿠르 개최, 전국장애인배드민턴대회 개최, 저소득층 인공관절무료시술 등 다양한 장애인 문화, 체육, 의료 부문에서 활동 중이다. 이외에도 농어촌 마을 1사 1촌 자매결연, 지역사회 지원 활동을 하고 있다.
2002년, 각 지역 농어촌 마을과 1사 1촌 자매결연을 맺기 시작하여 2013년 현재 총 15개 자매마을을 전라도와 강원도 등에 두고 있다.
2005년, 의료지원의 일환으로 저소득층 및 차상위계층 인공관절 시술사업을 경기도, 충청, 강원지역을 중심으로 진행하여 2016년 기준으로 총 514명이 시술을 받았다.
2008년 이후, 발달, 시각, 지체 장애학생들이 개인 혹은 단체로 참가하는 전국 장애학생 음악콩쿠르는 매년 TJB 대전방송과 함께 개최된다.
2013년부터, 장애아동 및 청소년으로 구성된 오케스트라, hello!SEM을 창단, 운영하고 있다.
2019년부터, 장애 & 비장애 청소년 통합 인재양성 프로그램인 SEM-IRANG(쌤이랑)을 운영하고 있다.

## 공급망관리

### 동반성장
삼성전기는 협력회사와 상호 수평적 협력 네트워크를 구축하고 상호신뢰를 바탕으로 전략적 파트너십을 강화함으로써 협력회사의 지속적인 성장을 위한 다양한 프로그램을 운영하며, 동반성장 문화 확산을 위해 많은 노력을 기울이고 있다.

### 2차 협력회사 지원
삼성전기는 1차 협력회사의 2차 협력회사에 대한 동반성장 지원 활성화를 위해 대금지급 조건, 현금 결제, 협력회사 협의체 구성 등을 지원한다. 또한 2차 협력회사의 경영개선을 지원하기 위하여 상생펀드 자금 지원, 협력회사 무료 교육 등 직접 지원을 확대하고 있다.

### 분쟁광물
삼성전기는 책임있는 공급망 관리체계를 구축하여 분쟁광물 지역의 환경과 인권을 개선하고자 지속적으로 노력한다. 삼성전기는 10개 분쟁지역에서 비윤리적으로 채굴되는 분쟁광물(3TG: Tantalum, Tin, Tungsten, Gold)을 사용하지 않는다. 이에 삼성전기는 고객에게 정상적인 유통과정을 거친 제품을 제공하기 위하여 제품 내 분쟁광물 포함 여부를 철저히 조사하는 협력회사 관리 프로세스를 운영한다.